# Los ojos del gato
Los ojos del gato es el segundo disco de la cantante española Luz Casal, puesto a la venta en 1984.

## Temas
1. Los ojos del gato - 4:53
2. Prisionera del sueño - 4:23
3. Secreto - 4:23
4. Tengo bastante - 3:07
5. Te espero - 4:50
6. Detrás de tu mirada - 3:20
7. No es así - 4:53
8. No llevo dirección - 4:16
9. Sin ti - 7:40

## Sencillos
- "Los ojos del gato"
- "Detrás de tu mirada"
- "Secreto"

- Datos: Q5981068